# Georges Barré
Georges Edmond Lucien Barré (Saint-Aignan, 26 novembre 1886 – Parigi, 22 gennaio 1970) è stato un generale francese, cresciuto in un ambiente cattolico scosso dal boulangismo, dall'affare Dreyfus e dalla Legge di separazione tra Stato e Chiese del 1905. Suo cugino, Pierre-Hugues Barré, scrisse la tesi di dottorato in diritto sul tema della separazione tra stato e chiesa approvata il 9 dicembre 1905. Dopo essersi distinto durante la prima guerra mondiale in forza alle truppe coloniali, continuò la sua carriera militare con esse. Durante la battaglia di Francia (maggio-giugno 1940) comandò la 7ª Divisione di fanteria nordafricana, e dopo la firma dell'armistizio di Compiègne il dipartimento militare della Dordogna. Rientrato in Africa settentrionale, il 7 febbraio 1942 assunse l'incarico di comandante delle truppe dell'esercito francese di stanza in Tunisia. Dopo l'inizio dell'Operazione Torch fu il primo generale francese a riprendere la lotta contro i tedeschi, e l'unico citato due volte all'Ordine del giorno dell'Armée. Fu il primo generale dell'esercito dell'armistizio ad aver ripreso la lotta contro il nemico e l'unico due volte citato all'ordine dell'esercito durante la sua carriera.

## Biografia
Nacque a Saint-Aignan il 26 novembre 1886. Arruolatosi nell'Armée de terre frequentò la École spéciale militaire de Saint-Cyr da cui uscì nel 1910, per divenire sottotenente in forza al 670éme Regiment d'infanterie. Nel 1912 fu promosso tenente in forza al 4e Régiment de tirailleurs tunisiens. All'inizio della prima guerra mondiale fu promosso capitano dell'4e  Régiment de tirailleurs tunisiens. Nel 1916 assunse il comando di una compagnia del 1er Régiment de tirailleurs algériens. La sua carriera militare continuò dopo la fine del conflitto, e nel 1919 fu ammesso a frequentare la Scuola di guerra dell'esercito. e poi si distinse durante le operazioni belliche della guerra del Rif. Il 21 febbraio 1931 fu assegnato in servizio al 3° Bureau dello Stato maggiore, e fu promosso tenente colonnello il 25 settembre 1932. Il 6 ottobre 1933 passò, in qualità di direttore, all'ufficio personale dello Stato maggiore, rimanendovi fino al 29 giugno 1936. Promosso colonnello il 24 giugno 1936, assunse il comando del 5e Régiment de tirailleurs marocains, mantenendo tale incarico fino al 1938. il 30 agosto 1939 fu nominato Capo di stato maggiore del XIX Corpo d'armata, unità che comprendeva le divisioni dell'esercito d'Algeria in Africa settentrionale. Il 4 settembre 1939, con l'entrata nella seconda guerra mondiale della Francia fu nominato Capo di stato maggiore del fronte delle Tunisia meridionale. Promosso generale di brigata il 25 dicembre 1939, assunse il comando della 7ª Divisione di fanteria nordafricana il 16 marzo 1940, comandandola durante la campagna di Francia del maggio-giugno 1940. Dopo la firma dell'armistizio di Compiègne, il 1 luglio assunse il comando del dipartimento militare della Dordogna, e il 28 agosto divenne capo della delegazione francese presso la sottocommissione armistiziale italiana per la demilitarizzazione del confine tra Libia e Tunisia. Il 2 novembre ad Algeri assunse l'incarico di Capo di stato maggiore della 19ª Regione militare, che comprendeva i dipartimenti di Algeri, di Orano e di Costantina, venendo promosso generale di divisione il 20 gennaio 1942. Il 7 febbraio successivo assunse l'incarico di comandante dell'esercito francese di stanza in Tunisia, sostituendo il generale Jean de Lattre de Tassigny, incarico posto alle dirette dipendenze del generale Alphonse Juin. Dopo l'inizio dell'Operazione Torch, avvenuta l'8 novembre 1942, con gli sbarchi delle truppe anglo-americane in Marocco e Algeria, le forze dell'Asse reagirono immediatamente, e già il giorno successivo iniziarono ad arrivare truppe italo-tedesche in Tunisia. Inizialmente non si oppose all'arrivo delle truppe dell'Asse, ma poi decise di resistere agli invasori arretrando i suoi 10.000 soldati su una linea difensiva a Medjez e-Bab, resistendo agli attacchi del 5º Reggimento paracadutisti tedeschi del generale Walther Nehring,  dando così il tempo alle truppe Alleate di raggiungerlo. Si distinse durante la campagna di Tunisia, tanto che il regime di Vichy arrivò a privarlo della cittadinanza francese, decisione che fu poi annullato dal Comitato francese per la liberazione nazionale nell'aprile 1943.
Primo generale ad aver ripreso il combattimento contro i tedeschi, il 25 marzo 1943 fu promosso generale di corpo d'armata, il più giovane dell'esercito francese, e il generale Charles de Gaulle lo nominò successivamente Compagno della liberazione. Due volte menzionato all'Ordine del giorno dell'esercito durante la sua carriera, la prima ad opera del generale Maxime Weygand il 23 agosto 1940, e la seconda dal generale Juin il 3 febbraio 1943, nell'agosto di quello stesso anno fu posto in posizione di riserva, e nel novembre 1945 messo definitivamente a riposo. Nel 1950 diede alle stampe un libro di memorie intitolato Tunisie 1942-1943. Si spense presso l'Hôpital d'instruction des armées du Val-de-Grâce a Parigi il 22 gennaio 1970. Lasciava la moglie Luce Mahieux (1900-2001), e la salma fu poi tumulata nel cimitero di Meaux.

## Pubblicazioni
- Tunisie 1942 – 1943, Editions Berger-Levrault, Paris, 1950.